# Kazimierz Łaski

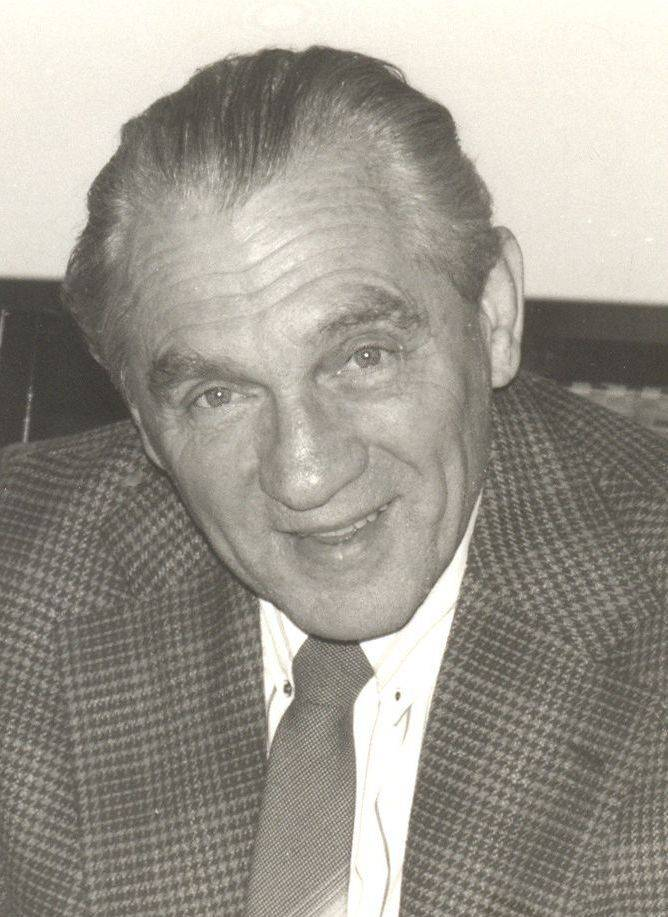
Kazimierz Łaski, Dezember 1990

Kazimierz Łaski (* 15. Dezember 1921 in Warschau; † 20. Oktober 2015 in Wien) war ein polnisch-österreichischer Wirtschaftswissenschaftler. Er gilt als einer der bedeutendsten, international rezipierten Vertreter des Postkeynesianismus in Österreich.

## Werdegang
Kazimierz Łaski studierte in den Jahren 1945–1954 politische Ökonomie in Warschau an der Akademie der Politischen Wissenschaften (Akademia Nauk Politycznych), an der Hochschule für Planung und Statistik (Szkoła Główna Planowania i Statystyki, SGPiS) und im Doktoratsstudium am Institut für Soziale Wissenschaften beim Zentralkomitee der Polnischen Vereinigten Arbeiterpartei (Instytut Nauk Społecznych przy KC PZPR, INS). Er promovierte im Jahre 1954 mit der Arbeit „Akkumulation und Konsum während der Industrialisierung Volkspolens“.
Łaski arbeitete ab dem Jahre 1949 an der SGPiS, zu Anfang als Assistent von Włodzimierz Brus. Im Jahre 1955 bekam er den Titel Dozent verliehen und wurde 1960 zum außerordentlichen Professor am Lehrstuhl für Politische Ökonomie an der Außenhandelsfakultät der SGPiS berufen. Er leitete die wissenschaftliche und didaktische Arbeit des Lehrstuhles. In dieser Funktion gewann er Michał Kalecki, einen der bedeutendsten polnischen Ökonomen, nach dessen Reimmigration nach Polen dafür, Lehrveranstaltungen an der SGPiS zu halten. Nebenbei unterrichtete Łaski am INS und nach deren Auflösung an der Hochschule der Sozialen Wissenschaften beim Zentralkomitee der Polnischen Vereinigten Arbeiterpartei (Wyższa Szkoła Nauk Społecznych przy KC PZPR, WSNS). In den Jahren 1957–1960 war Łaski Prodekan und Dekan der Fakultät der Ökonomie der Produktion und in den Jahren 1961–1963 Prorektor der SGPiS, zuständig für wissenschaftliche Aktivitäten. Er nahm an den Arbeiten des Hauptrates für Hochschulbildung als Mitglied des Präsidiums in den Jahren 1961–1963 und als ordentliches Mitglied in den Jahren 1964–1966 teil. Er war einer der Mitbegründer des Planungskurses für Nationalökonomen aus Entwicklungsländern, Vorsitzender des Wissenschaftsrates und danach stellvertretender Vorsitzender dieses Kurses in den Jahren 1963–1968. Łaski war in den Jahren 1965–1968 Präses der Warschauer Abteilung der Polnischen Ökonomischen Gesellschaft.
Im Jahre 1960 war Łaski Ford-Stipendiat am Institut de sciences économiques appliquées bei François Perroux in Paris, im Jahre 1964 Gastprofessor am Institut für Höhere Studien (IHS) in Wien und im akademischen Jahr 1966–1967 „Directeur d'études à titre étrangère“ an der École pratique des hautes études, Sorbonne in Paris.
Infolge der antisemitischen Kampagne in der Volksrepublik Polen in den Jahren 1968–1969 (insgesamt wurden in dieser Zeit etwa 20.000 jüdische Bürger in die Emigration getrieben) waren Studenten und die Kollegenschaft rund um Michał Kalecki harschen, politisch motivierten Attacken ausgesetzt. So verließ auch Kazimierz Łaski im November 1968 Polen und lebte seit dieser Zeit in Österreich. Łaski war zunächst in den Jahren 1969–1971 wissenschaftlicher Referent am Österreichischen Institut für Wirtschaftsforschung (WIFO) in der Abteilung für Internationale Wirtschaftsvergleiche und Gastprofessor an der Université Catholique de Louvain im Jahr 1970. Die Tätigkeit am WIFO führte zur Zusammenarbeit und intensivem Austausch u. a. mit den österreichischen Ökonomen Kurt W. Rothschild und Josef Steindl und dem tschechisch-österreichischen Ökonomen Friedrich Levcik. Im Jahre 1971 wurde Łaski ordentlicher Universitätsprofessor an der Johannes Kepler Universität Linz und Konsulent des Wiener Instituts für Internationale Wirtschaftsvergleiche (wiiw). Im Jahr 1991 emeritierte Łaski an der Johannes Kepler Universität Linz und war von 1991 bis 1996 Direktor des Wiener Instituts für Internationale Wirtschaftsvergleiche (wiiw). Im Jahre 1990 war Łaski als offizieller Berater des damaligen Ministers und Leiters des Zentralplanungsamtes, Jerzy Osiatyński tätig. Darüber hinaus war Łaski in den Jahren 1994–1995 „fellow“ am Wissenschaftskolleg zu Berlin. Ab 1996 war Kazimierz Łaski als wissenschaftlicher Konsulent des wiiw tätig.

## Werk

### Frühe Phase am INS und SGPiS (1945–1961)
Kazimierz Łaski studierte in einer Zeit, in der die marxistische Ökonomie ihren administrativen Sieg an den polnischen Hochschulen errang. Über die frühe Zeit seiner wissenschaftlichen Arbeit sagt Łaski in einem Interview: „Anfangs war ich, wie in den frühen 1950er Jahren üblich, dogmatischer Marxist. Wirklich zur Nationalökonomie kam ich, nachdem ich Michał Kalecki begegnete. Dazwischen lag eine Entwicklung vom dogmatischen zum kritischen Marxisten und dann ganz weg davon.“ Während seines Doktoratsstudium am INS vertiefte sich Łaski in die Auseinandersetzung mit Marx-Werken, in erster Linie mit dem „Kapital“. Wie viele wurde er stark von den Marxschen Schemata der Reproduktion im Band II des Kapitals beeindruckt. Der Widerspruch zwischen Akkumulation und Konsum im Laufe der Industrialisierung wurde zum Thema seiner Dissertation: „Akkumulation und Konsum während der Industrialisierung Volkspolens“ (1954). In der Periode des „polnischen Oktobers“ im Jahre 1956 gelangte Łaski langsam unter den Einfluss von Michał Kalecki, der Anfang 1955 aus den USA nach Polen zurückgekehrt war. Dieser Einfluss ist bereits in Łaskis Veröffentlichungen dieser Zeit über das Gleichgewicht auf dem Konsumgütermarkt erkennbar. Die Marxschen Schemata wurden eingesetzt, um die Frage nach den Ursachen der Inflation und des Warenmangels in der zentralgeplanten Wirtschaft zu beantworten. In seinen Publikationen löste sich Łaski langsam vom dogmatischen Marxismus und er gewann eine gewisse kritische Distanz. Er ging jedoch noch nicht über die Kritik der ökonomischen Politik hinaus. Nach seiner damaligen Auffassung lagen die Ursachen der inflationären Spannungen im subjektiven Moment, in den Fehlern, die der Zentralplaner macht, in dessen mangelnder Bereitschaft, von seinen Irrtümern in der Vergangenheit zu lernen, und nicht zuletzt in der unzureichenden Disziplin der Manager und der Arbeiter der verstaatlichten Unternehmen. Łaski stellte noch nicht in Frage, dass unverfälschte Informationen im Zentrum gesammelt und physisch konsistente Pläne aufgestellt werden könnten.

### Die Zeit der engen Zusammenarbeit mit Michał Kalecki (1961–1968)
Mit dem Eintritt von Michał Kalecki in die SGPiS im Jahre 1961 begann für Łaski ein neues Kapitel wissenschaftlicher Tätigkeit. Łaski gehörte zum engen Kreis der Kalecki-Mitarbeiter und das Schwergewicht seiner Arbeit verschob sich auf die Wachstumstheorie der sozialistischen Wirtschaft. Er präsentierte (zusammen mit Włodzimierz Brus) am Kongress der International Economic Association in Wien (im Jahre 1962) eines der Hauptreferate und publizierte in „Ekonomista“ zahlreiche Aufsätze, die ähnlichen Themen gewidmet waren, wie Wachstumsfaktoren des Volkseinkommens, Einfluss des Außenhandels auf das Wachstumstempo, Rolle der Wahl der Produktionsmethoden bei der Bestimmung der Wachstumsrate des Konsums und des Volkseinkommens. Unter anderem untersuchte er die Auswirkungen einer einmaligen Senkung des Kapitalkoeffizienten auf die kurz- und langfristigen Proportionen des Wachstumsprozesses. Łaski publizierte auch allgemeinere Aufsätze über Vollbeschäftigung, Allokation der Ressourcen, sowie über Entwicklungsländer. Eine langjährige Auseinandersetzung mit der Wachstumstheorie kulminierte in der größeren Arbeit „Zur Theorie der sozialistischen Reproduktion“. Dieses Buch galt als Standardwerk über die Wachstumstheorie im Sozialismus, wurde als Lehrbuch an den polnischen Hochschulen verwendet und ins Tschechische übersetzt. Łaski leitete zusammen mit Michał Kalecki ein Seminar, das der Wachstumstheorie gewidmet war und sehr schnell zum Sammelpunkt einer Gruppe vor allem junger Wissenschaftler wurde, die an der Planungstheorie interessiert waren. Aus dieser Gruppe stammten einige Gelehrte, die sich einen Namen in Polen und im Ausland gemacht haben. Einen anderen Schwerpunkt der wissenschaftlichen und pädagogischen Tätigkeit Łaskis bildete der Kurs für Volkswirte aus Entwicklungsländern. Der Kreis um Michał Kalecki wurde Angriffspunkt einer antisemitischen Kampagne im Jahre 1968. Eine nicht zu unterschätzende, obwohl nicht die einzige, Ursache dieser Kampagne war die intellektuelle Unabhängigkeit des Kreises. Diese Unabhängigkeit widersprach dem totalitären Anspruch des Systems, obwohl der Kreis um Michał Kalecki eine eindeutig prosozialistische Haltung einnahm. Łaski emigrierte daraufhin nach Österreich.

### Die Zeit in Österreich vor der Transformationkrise (1968–1989)
In Österreich wirkte Łaski zunächst bei der Gründung der Abteilung für Internationale Wirtschaftsvergleiche im Österreichischen Institut für Wirtschaftsforschung (WIFO) mit. Er setzte hier seine theoretischen Arbeiten im Bereich der Wachstumstheorie der sozialistischen Wirtschaft fort. Das Ergebnis dieser Arbeit war das Buch „The Rate of Growth and the Rate of Interest in a Socialist Economy“. In diesem Buch wird die Profitrate vor allem als eine Verteilungskategorie und der Zinssatz vor allem als ein Instrument der Wahl der Produktionsmethoden angesehen. Sogar unter der Bedingung der Goldenen Akkumulationsregel weichen die beiden voneinander ab, wenn kapitalintensiver technischer Fortschritt angenommen wird.
Nach dem Ruf an die Lehrkanzel für Volkswirtschaftslehre an der Johannes Kepler Universität Linz erweiterte Łaski seine wissenschaftliche und didaktische Tätigkeit. Einer seiner engsten Kollegen in Linz war Kurt W. Rothschild. Einerseits vermittelte er seinen Studenten – neben der allgemeinen Theorie von John Maynard Keynes – die Kenntnis des Kaleckischen Ansatzes, vor allem der Dynamik der kapitalistischen Wirtschaft und der Konjunkturtheorie. Andererseits setzte er sich mit der Marxschen Theorie auseinander und nahm an der wieder aufgeflammten so genannten Transformationsdiskussion teil. Seine kritische Einstellung der Arbeitswertlehre gegenüber vertiefte sich unter dem Einfluss der Arbeit von Piero Sraffa und der Kapitalkontroverse. In dem Aufsatz „Marx’s Theory of Exploitation and Technical Progress“ wurde sogar der Zusammenhang zwischen der Ausbeutungsrate und der Profitrate, vor allem bei technischem Fortschritt, in Frage gestellt. Łaski beteiligte sich auch an der Diskussion über die Theorie des tendenziellen Falls der Profitrate.
Gleichzeitig setzte er die Ostforschung, die Hauptrichtung seiner wissenschaftlichen Tätigkeit fort. Łaski publizierte Arbeiten über die Proportionen der erweiterten Reproduktion und über die Rolle der Kapitalimporte in der sozialistischen Wirtschaft. Er erweiterte seine Untersuchungen im Bereiche der Inflation durch Berücksichtigung des Außenhandels, sowie der „second economy“. Weitere Themen seiner Forschung bildeten in dieser Zeit Probleme der volkswirtschaftlichen Gesamtrechnung, Probleme der Konsumvergleiche im Osten und im Westen, vor allem der Vergleichbarkeit der Preisindizes in der Markt- und Planwirtschaft. Łaski blieb in engem Kontakt mit Włodzimierz Brus, der Anfang der 1970er Jahre Professor in Oxford wurde. Das wichtigste Ergebnis deren langjähriger wissenschaftlicher Zusammenarbeit war das Buch „Marx and the Market“ (1989). Es beinhaltet die endgültige Abrechnung der Autoren mit der Theorie und Praxis des „realen“ Sozialismus am Vortag seines Zusammenbruches. Seit den 1970er Jahren verband Łaski auch eine intensive Forschungskooperation mit Josef Steindl und dem indischen postkeynesianischen Ökonomen Amit Bhaduri.

### Die Zeit in Österreich nach dem Zusammenbruch der staatssozialistischen Ökonomien (1989 bis heute)
Mit dem Auseinanderbrechen des kommunistischen Staatenblocks widmete sich Łaski intensiv dem Transformationsprozess in den mittel-, ost- und südosteuropäischen Ländern im Allgemeinen und insbesondere jenem in Polen. Łaski kritisierte hierbei die von diversen internationalen Organisationen vorgeschlagenen und durchgeführten angebotsorientierten Maßnahmen des „Washington Consensus“ in Form einer Schock-Therapie, d. h. schnellstmöglicher Liberalisierung und Privatisierung. Er prognostizierte bereits 1989 im Gegensatz zum Mainstream und vielen anderen Ökonomen die, dann auch eingetretene, scharfe Kontraktion des Produktionsniveaus und die lange Rezession zu Anfang der 90er Jahre in den Transformationsländern. In seinen Jahren als Direktor des Wiener Instituts für Internationale Wirtschaftsvergleiche (wiiw) (1991–1996) baute Łaski das Institut zu einem weltweit anerkannten Forschungsstandort der Analyse wirtschaftlicher und sozioökonomischer Prozesse der mittel-, ost- und südosteuropäischen Transformationsregion aus. Darüber hinaus widmete sich Kazimierz Łaski weiterhin intensiv der Weiterentwicklung des Kaleckischen Ansatzes und dessen Anwendung an die neuen ökonomischen Realitäten. Łaski legte in mehreren Artikeln die fundamentalen Fehler eines Grundwerkzeugs der neoklassischen Theorie bzw. der neoklassischen Synthese – des Modells des Aggregierten Angebots versus Aggregierter Nachfrage (AS-AD-Modell) – offen. Mittels nachfrageorientierter Analyse untersuchte er auch aktuelle Wachstumsprozesse und -probleme europäischer Staaten und der USA, sowie Fragen des europäischen Kohäsionsprozesses. So nahm er u. a. in dem Aufsatz „From Accession to Cohesion: Ireland, Greece, Portugal and Spain and Lessons for the Next Accession“ (2003) kritisch die ersten Erfolge der EU-Kohäsionsländer unter die Lupe, eine Analyse deren Richtigkeit sich spätestens in der Wirtschaftskrise ab 2007 bewahrheitet hat.

## Publikationen (Auswahl)
- From Marx to the Market: Socialism in Search for an Economic System (with Wlodzimierz Brus), Oxford University Press, Oxford, 1989
- An Alternative Economic Policy for Central and Eastern Europe, in: Mark Knell (Hrsg.), Economics of Transition. Structural Adjustments and Growth Prospects in Eastern Europe, Edward Elgar, Cheltenham, UK and Brookfield, Vermont, US, 1996, pp. 87–115
- Lessons to be drawn from main mistakes in the transition strategy (with Amit Bhaduri), in: Salvatore Zecchini (Hrsg.), Lessons from the Economic Transition. Central and Eastern Europe in the 1990s, OECD, Kluwer Academic Publishers, 1997
- Three Ways to High ... Unemployment, wiiw Working Papers, No. 12, Vienna, January 2000
- Effective Demand versus Profit Maximization in Aggregate Demand/Supply Analysis: A Dynamic Perspective (with Amit Bhaduri and Martin Riese), Banca Nazionale del Lavoro Quarterly Review 210 (2001), pp. 281-93.
- Growth and Savings in USA and Japan (with Roman Römisch), wiiw Working Papers, No. 16, Vienna, July 2001
- Mity i rzeczywistość w polityce gospodarczej i w nauczaniu ekonomii (Myths und reality in economic policy and teaching), INE PAN i Fundacja Innowacja, Warszawa, 2009
- The basic paradigms of the EU economic policy-making need to be changed (with Leon Podkaminer), Cambridge Journal of Economics, February 2012